# Сарагосская операция
Сарагосская операция (исп. Ofensiva de Zaragoza) - военная операция, предпринятая Народной армией Республики во время гражданской войны в Испании с целью захвата столицы Арагона и ослабления военного давления на республиканские войска на Северном фронте, оборонявшие в то время Сантандер. Наступление, проводившееся с 24 августа по 7 сентября 1937 года, после частичного успеха было остановлено.

## Планы и силы сторон
Республиканский план предполагал, что Восточная армия под командованием генерала Посаса начнет крупномасштабную операцию с целью окружения и захвата Сарагосы, в дополнение к проведению серии второстепенных операций на Арагонском фронте.
Республиканские войска Восточной армии изначально имели большое численное и материальное превосходство над мятежными гарнизонами в этом районе. Республика развернула на фронте от Хаки до Теруэля силы, равноценные восьми дивизиям, объединенным в четыре группы. В них числилось до 80 000 человек, около 200 орудий и 100 танков и броневиков, 140 самолетов. Впервые республиканская армия располагала сотнями грузовиков, из них были сформированы группы моторизованной пехоты. Со стороны республиканцев участвовали лучшие их военачальники – Вальтер, Кампесино, Клебер, Листер, Модесто. Их действия координировались штабами главного советского военного советника Григоровича и фронтового военного советника Леонидова. Танкистами и летчиками главным образом были советские граждане. Общее командование осуществлял генерал Посас и его начальник штаба полковник Антонио Кордон.
Республиканцам противостояли войска генерала Мигеля Понте, дислоцированные в секторе Сарагоса, и небольшие силы войска генерала Густаво Уррутии на фронте у Уэски и войска генерала Муньоса Кастельяноса в районе Теруэля. Для националистов Арагонский фронт был второстепенным фронтом, которым они пренебрегали, выделяя на его защиту мало ресурсов и войск. В их распоряжении к середине августа имелось около 20 000 штыков, довольно много пулеметов и минометов, 80 орудий, несколько германских зенитных батарей и 40 старых танков и броневиков, но только 15 истребителей и ни одного бомбардировщика. На Арагонском фронте у националистов укреплены были три названных города и отдельные поселки, а также все важнейшие высоты. На подступах к Сарагосе при участии германских военных инженеров за год удалось создать укрепленный район.

## Наступление
Рано утром 24 августа республиканцы в целях секретности перешли в наступление без предварительной артиллерийской и авиационной подготовки в 8 различных точках на 100-километровом фронте между Тардиента - Суэра и Вильянуэва. Три удара были нанесены к северу от Сарагосы, а еще 5 - южнее, особенно между Бельчите и Фуэндетодосом.
Первые дни наступления принесли республике большие тактические успехи. 11-я дивизия Листера нашла незащищенное место в расположении неприятеля. Наступая по незнакомой безводной местности, дивизия продвинулась за сутки почти на 30 километров и подошла с юго-востока вплотную к Сарагосе, вызвав панику среди жителей города. 35-я интернациональная дивизия Вальтера захватила Кинто, Кодо и Медиану (26 августа) и угрожала Сарагосе с юго-востока. Прикрывавший Сарагосу поселок Бельчите был   обойден и окружен. 45-я интернациональная дивизия Клебера с боями приблизилась к Сарагосе с востока на 3 километра, овладев несколькими фортами в ее ближнем пригороде Вильямайор-де-Гальего. С северо-востока наступала 16-тысячная каталонская коммунистическая 27-я дивизия полковника Труэбы, подошедшая к Зуэре на реке Гальего.
Однако сила республиканского наступления иссякла уже на третий день сражения. Тылы отстали от фронтовых частей, и сообщение нарушилось. Авангарды наступающих несли серьезные потери от огня из укреплений националистов, превративших поселки в маленькие крепости с круговой обороной, железобетонными фортами (дотами) и убежищами. В воздухе появилась итало-германская авиация (около 60 самолетов), беспрепятственно атаковавшая коммуникации, не защищенные зенитной артиллерией.  Националисты между тем вовремя перебросили из Кастилии две полнокровные дивизии и на ряде участков стали переходить в контратаки.
Генерал Посас, не разобравшись в ситуации, преувеличивший возможности националистов, на пятый день сражения – 28 августа - приказал войскам закрепиться и не наступать на Сарагосу до овладения сопротивлявшихся Бельчите и Кинто. На непременном взятии Бельчите – оплота арагонских монархистов – настаивали также активисты всех партий Республики.

## Бои за Бельчите
Поселок с двумя тысячами населения стал центром сражения. Укрывшись за железобетонными укреплениями с пулеметными гнездами, воспользовавшись зданиями и баррикадами из мешков с песком на улицах города, 7 тысяч националистов замедляли наступление республиканских сил 11-й и 35-й интернациональных дивизий.  Республиканцы стянули к Бельчите половину артиллерии и все танки. Они наносили удары с воздуха и отвоевывали у защитников поселка метр за метром. Контратака прибывшей франкистской дивизии Саэнса де Буруаги со стороны Медианы, с целью выручить осажденных, успеха не имела. Но Медиану и Вильямайор националисты все же отбили. К 6 сентября, израсходовавший последние боеприпасы, изнемогавший от жажды, Бельчите был взят. Победителям достались развалины, скудные трофеи и более тысячи пленных, остальные защитники погибли.

## Итоги
К 1 сентября республиканское наступление было полностью парализовано. Все республиканские оперативные ресурсы были растрачены. Наступление на Сарагосу, которое Посас отложил, стало невозможным. Местные бои у Теруэля и Хаки продлились еще несколько дней, но ничего не изменили в положении сторон. Конечная цель республиканского плана - захват стратегического города Сарагоса - не была достигнута, несмотря на огромные потери. Западный Арагон остался за националистами.